# Tenualosa
Genre
Synonymes
- Tenulalosa[1]

Tenualosa est un genre de poissons de la famille des Clupeidae.

## Liste d'espèces
Selon World Register of Marine Species (28 juin 2020) :
- Tenualosa ilisha (Hamilton, 1822) - alose hilsa
- Tenualosa macrura (Bleeker, 1852)
- Tenualosa reevesii (Richardson, 1846)
- Tenualosa thibaudeaui (Durand, 1940)
- Tenualosa toli (Valenciennes, 1847)